# رایزینگ سان لبنان (دلاویر)
رایزینگ سان لبنان (به انگلیسی: Rising Sun-Lebanon) یک منطقهٔ مسکونی در ایالات متحده آمریکا است که در شهرستان کنت، دلاویر واقع شده‌است. رایزینگ سان لبنان ۹٫۲ کیلومتر مربع مساحت و ۳٬۳۹۱ نفر جمعیت دارد و ۷٫۹۲ متر بالاتر از سطح دریا واقع شده‌است.